# 发现圣马尔谷的圣髑
《发现圣马尔谷的圣髑》是丁托列托的一幅布面油画，绘制于 1562 -1566 年，现藏于米兰的布雷拉画廊。
这幅画由威尼斯圣马可大会堂的“大守护者”托马索·朗贡纳订制，是圣马可大会堂的圣马可系列大型油画作品的一部分。
这幅画与其姊妹篇《偷运圣马尔谷的圣髑》一样，体现了丁托列托对透视和光线的戏剧效果的偏爱。 
艺术史学家奥古斯托·简蒂利说，这幅画描绘的不是发现圣马尔谷的圣髑，而是亚历山大港布科利斯教堂中圣马尔谷的奇迹。 